# FA Cup 1930/1931
Padesátý šestý ročník FA Cupu (anglického poháru) se konal od 6. září 1930 do 25. dubna 1931.
Trofej získal po 39letech a potřetí v klubové historii West Bromwich Albion FC, který ve finále porazil Birmingham City FC 2:1.